# Neptis plautilla
Neptis plautilla är en fjärilsart som beskrevs av Jacob Hübner 1794. Neptis plautilla ingår i släktet Neptis och familjen praktfjärilar. Inga underarter finns listade i Catalogue of Life.